# جنیفر چینگ
جنیفر چینگ (انگلیسی: Jennifer Chieng؛ زادهٔ ۲۹ آوریل ۱۹۸۶) بوکسور زن سبک وزن اهل ایالات فدرال میکرونزی است که در بازی‌های پاسیفیک در مجموع برندهٔ ۲ مدال طلا شده‌است.